# Принцип тождественности
Принцип тождественности одинаковых частиц гласит, что невозможно экспериментально различить одинаковые частицы. Принцип тождественности не является простым следствием невозможности отследить траекторию частицы  в квантовой механике, а является новым независимым принципом, не имеющим аналогов в классической механике. 
Из принципа тождественности следует, что состояния квантовой системы, полученные друг из друга перестановкой одинаковых частиц местами, следует рассматривать как одно состояние. То есть в замкнутой системе для одинаковых (обладающих одинаковыми свойствами: массой, зарядом, спином и т. п.) частиц реализуются только такие квантовые состояния, которые не меняются при перестановке местами двух любых частиц.
Математическим выражением принципа тождественности является инвариантность (симметрия) гамильтониана, описывающего физическую систему из тождественных частиц, при любой перестановке своих аргументов. 
Прямым следствием принципа тождественности одинаковых частиц является принцип Паули и симметрия волновых функций систем, состоящих из одинаковых частиц.